# 인터내셔널 뉴욕 타임스

Logo 2013

《인터내셔널 뉴욕 타임스》(영어: International New York Times)는 국제적으로 발행되는 영어 일간 신문이다. 2013년 10월 15일에 인터내셔널 헤럴드 트리뷴(International Herald Tribune)에서 인터내셔널 뉴욕 타임스로 이름이 바뀌었고, 2016년 10월 17일 다시 뉴욕 타임스로 이름이 바뀌었다.
1887년 프랑스 파리에서 미국 뉴욕 헤럴드의 자매지로 파리 헤럴드(Paris Herald)라는 이름으로 창간되었다. 1924년 뉴욕 헤럴드가 뉴욕 트리뷴과 합병하여 뉴욕 헤럴드 트리뷴이 되면서 이 신문도 파리 헤럴드 트리뷴(Paris Herald Tribune)으로 제호가 변경되었다. 
제2차 세계대전 후 미국의 뉴욕 헤럴드 트리뷴이 경영 악화로 어려움에 처하다가 폐간된 후 이 신문은 뉴욕 타임스와 워싱턴 포스트의 합작 투자로 인터내셔널 헤럴드 트리뷴으로 제호가 변경되었다. 2003년 뉴욕 타임스가 워싱턴 포스트의 지분을 모두 인수했고 현재는 완전히 뉴욕타임스의 소유로 이름도 뉴욕타임스로 바뀌었다. 세계 180개국에서 판매되며, 전 세계 120만명의 독자를 보유하고 있다. 한편 대한민국의 중앙일보, 일본의 아사히 신문, 스페인의 엘파이스 등과 제휴하여 공동 발행하고 있다. 대한민국에서는 중앙일보와 제휴하여 2000년부터 코리아중앙데일리와 공동 발행하고 있다.